# Цай Тунтун
Цаі Тунтун  (кит.: 蔡彤彤 Cài Tóng-tóng, 7 лютого 1990) — китайська гімнастка, олімпійська медалістка.

## Виступи на Олімпіадах
| Олімпіада  | Дисципліна | Місце |
| ---------- | ---------- | ----- |
| Пекін 2008 | групові    | 2     |